# Kamerun a 2004. évi nyári olimpiai játékokon
Kamerun a görögországi Athénban megrendezett 2004. évi nyári olimpiai játékok egyik részt vevő nemzete volt. Az országot az olimpián 5 sportágban 17 sportoló képviselte, akik összesen 1 érmet szereztek.

## Érmesek
| Érem  | Versenyző              | Sportág  | Versenyszám     |
| ----- | ---------------------- | -------- | --------------- |
| Arany | Françoise Mbango Etone | Atlétika | Női hármasugrás |

## Atlétika
Férfi
| Versenyző        | Versenyszám | Előfutam | Előfutam | Előfutam | Negyeddöntő      | Negyeddöntő      | Negyeddöntő      | Elődöntő | Elődöntő | Elődöntő | Döntő   | Döntő    |
| Versenyző        | Versenyszám | Idő      | Hely.    | Össz.    | Idő              | Hely.            | Össz.            | Idő      | Hely.    | Össz.    | Idő     | Helyezés |
| ---------------- | ----------- | -------- | -------- | -------- | ---------------- | ---------------- | ---------------- | -------- | -------- | -------- | ------- | -------- |
| Joseph Batangdon | 200 m       | 20,92    | 3.       | 34.      | nem állt rajthoz | nem állt rajthoz | nem állt rajthoz | kiesett  | kiesett  | kiesett  | kiesett | kiesett  |

Női
| Versenyző                                                                | Versenyszám     | Előfutam | Előfutam | Előfutam | Negyeddöntő | Negyeddöntő | Negyeddöntő | Elődöntő | Elődöntő | Elődöntő | Döntő   | Döntő    |
| Versenyző                                                                | Versenyszám     | Idő      | Hely.    | Össz.    | Idő         | Hely.       | Össz.       | Idő      | Hely.    | Össz.    | Idő     | Helyezés |
| ------------------------------------------------------------------------ | --------------- | -------- | -------- | -------- | ----------- | ----------- | ----------- | -------- | -------- | -------- | ------- | -------- |
| Delphine Bertille Atangana                                               | 100 m           | 11,40    | 4.       | 27.*     | 11,60       | 8.          | 30.         | kiesett  | kiesett  | kiesett  | kiesett | kiesett  |
| Hortense Bewouda                                                         | 400 m           | 52,11    | 5.       | 27.      |             |             |             | kiesett  | kiesett  | kiesett  | kiesett | kiesett  |
| Mireille Nguimgo                                                         | 400 m           | 51,90    | 4.       | 23.      |             |             |             | 52,21    | 7.       | 22.      | kiesett | kiesett  |
| Mireille Nguimgo Hortense Bewouda Carole Kaboud Mebam Muriel Noah Ahanda | 4 × 400 m váltó | 3:29,93  | 7.       | 14.      |             |             |             |          |          |          | kiesett | kiesett  |

| Versenyző              | Versenyszám | Selejtező | Selejtező | Döntő    | Döntő    |
| Versenyző              | Versenyszám | Eredmény  | Helyezés  | Eredmény | Helyezés |
| ---------------------- | ----------- | --------- | --------- | -------- | -------- |
| Françoise Mbango Etone | Hármasugrás | 14,61 m   | 9.        | 15,30 m  |          |

* - egy másik versenyzővel azonos időt ért el

## Cselgáncs
Férfi
| Versenyző               | Versenyszám  | Selejtező         | 32-es főtábla                             | Nyolcaddöntő                         | Negyeddöntő       | Elődöntő          | Vigaszág első kör                | Vigaszág negyeddöntő                | Vigaszág elődöntő | Bronz- mérkőzés   | Döntő             | Helyezés    |
| Versenyző               | Versenyszám  | Ellenfél Eredmény | Ellenfél Eredmény                         | Ellenfél Eredmény                    | Ellenfél Eredmény | Ellenfél Eredmény | Ellenfél Eredmény                | Ellenfél Eredmény                   | Ellenfél Eredmény | Ellenfél Eredmény | Ellenfél Eredmény | Helyezés    |
| ----------------------- | ------------ | ----------------- | ----------------------------------------- | ------------------------------------ | ----------------- | ----------------- | -------------------------------- | ----------------------------------- | ----------------- | ----------------- | ----------------- | ----------- |
| Jean-Claude Cameroun    | Légsúly      |                   | Maszud Hádzsi Áhóndzáde (IRI) · 0001-0030 |                                      |                   |                   | Armen Nazarjan (ARM) · 1000-0000 | Reváz Zintirídisz (GRE) · 0000-1000 | kiesett           | kiesett           |                   | helyezetlen |
| Bernard Etoga           | Könnyűsúly   |                   | Egamnazar Akbarov (UZB) · 0011-0000       | Damdiní Szüldbajar (MGL) · 0001-0010 | kiesett           | kiesett           |                                  |                                     |                   |                   |                   | helyezetlen |
| Rostand Melaping        | Középsúly    |                   | Hesám Miszbáh (EGY) · 0000-0100           | kiesett                              | kiesett           | kiesett           |                                  |                                     |                   |                   |                   | helyezetlen |
| Franck Martial Moussima | Félnehézsúly |                   | Csang Szongho (KOR) · 0000-1000           |                                      |                   |                   | Rhadi Ferguson (USA) · 0011-0001 | Arik Zeevi (ISR) · 0000-0210        | kiesett           | kiesett           |                   | helyezetlen |

## Ökölvívás
| Versenyző            | Versenyszám     | Selejtező                       | Nyolcaddöntő               | Negyeddöntő                         | Elődöntő          | Döntő             | Helyezés    |
| Versenyző            | Versenyszám     | Ellenfél Eredmény               | Ellenfél Eredmény          | Ellenfél Eredmény                   | Ellenfél Eredmény | Ellenfél Eredmény | Helyezés    |
| -------------------- | --------------- | ------------------------------- | -------------------------- | ----------------------------------- | ----------------- | ----------------- | ----------- |
| Hassan Njikam        | Középsúly       | Juan José Ubaldo (DOM) · +22-22 | Andy Lee (IRL) · +27-27    | Gajdarbek Gajdarbekov (RUS) · 13-26 | kiesett           | kiesett           | 5.          |
| Pierre Celestin Yana | Félnehézsúly    | Lej Jü-ping (CHN) · 16-24       | kiesett                    | kiesett                             | kiesett           | kiesett           | 17.         |
| Armand Takam         | Szupernehézsúly |                                 | Mohammed Ali (EGY) · 19-32 | kiesett                             | kiesett           | kiesett           | 9.          |
| Willy Tankeu         | Váltósúly       | Baktijar Artajev (KAZ) · WO     | kiesett                    | kiesett                             | kiesett           | kiesett           | helyezetlen |

WO - nem indult

## Súlyemelés
Férfi
| Versenyző       | Versenyszám | Szakítás | Szakítás | Lökés    | Lökés    | Összesen | Helyezés |
| Versenyző       | Versenyszám | Eredmény | Helyezés | Eredmény | Helyezés | Összesen | Helyezés |
| --------------- | ----------- | -------- | -------- | -------- | -------- | -------- | -------- |
| Vencelas Dabaya | 69 kg       | 145,0    | 7.       | 182,5    | 5.       | 327,5    | 5.       |

Női
| Versenyző         | Versenyszám | Szakítás | Szakítás | Lökés    | Lökés    | Összesen | Helyezés |
| Versenyző         | Versenyszám | Eredmény | Helyezés | Eredmény | Helyezés | Összesen | Helyezés |
| ----------------- | ----------- | -------- | -------- | -------- | -------- | -------- | -------- |
| Madeleine Yamechi | 69 kg       | 105,0    | 6.*      | 130,0    | 7.       | 235,0    | 7.       |

* - két másik versenyzővel azonos eredményt ért el

## Úszás
Férfi
| Versenyző       | Versenyszám | Előfutam | Előfutam | Előfutam | Elődöntő | Elődöntő | Elődöntő | Döntő   | Döntő    |
| Versenyző       | Versenyszám | Idő      | Hely.    | Össz.    | Idő      | Hely.    | Össz.    | Idő     | Helyezés |
| --------------- | ----------- | -------- | -------- | -------- | -------- | -------- | -------- | ------- | -------- |
| Cole Shade Sule | 50 m gyors  | 26,16    | 2.       | 64.      | kiesett  | kiesett  | kiesett  | kiesett | kiesett  |